# 5794 Irmina
5794 Irmina este un asteroid din centura principală de asteroizi.

## Descriere
5794 Irmina este un asteroid din centura principală de asteroizi. A fost descoperit pe 24 septembrie 1976 la Observatorul de Astrofizică din Crimeea de Nikolai Cernîh. El prezintă o orbită caracterizată de o semiaxă mare de 3,14 ua, o excentricitate de 0,16 și o înclinație de 5,3° în raport cu ecliptica.